# 山﨑浩司
山﨑 浩司（やまさき こうじ、1980年10月31日 - ）は、大阪府大阪市淀川区出身の元プロ野球選手（内野手）。松坂世代のひとりである。
セ・リーグとパ・リーグ、両リーグの公式戦で、守備中に隠し球を成功させたことで一躍有名になった（詳細後述）。

## 経歴

### プロ入り前
大阪市立美津島中学校の軟式野球部で本格的に野球を始め、大産大付高校3年時には夏の大阪大会で連続失策をするなど粗さも目立ったが、秋に行われた1998年のドラフト会議で大阪近鉄バファローズから3位指名を受け入団。高校時代の同級生で俳優の杉浦太陽とは現在も親友。

### 近鉄時代
1年目、2年目はウエスタン・リーグでも打率1割台だったが、2000年の終盤に初めて一軍登録される（一軍出場は無し）。3年目以降課題の打撃も改善され、2003年には二軍ながら3割を記録して一軍初出場も果たしたが、当時の近鉄は水口栄二・高須洋介・阿部真宏など内野手の層が厚く、近鉄では一軍3試合の出場で5打数無安打に終わった。

### 広島時代
2004年シーズン後の近鉄とオリックス・ブルーウェーブの球団合併に伴う選手分配ドラフトでは、合併球団のオリックス・バファローズに指名された。しかし、翌2005年1月、上村和裕と共に広島東洋カープの菊地原毅との2対1の交換トレードが決定。このため、形式上は新生オリックスの創設メンバーでありながら、実戦や春季キャンプを経験しないまま広島へ移籍した。この年は尾形佳紀の故障により出場機会を得て、5月28日の対西武戦でプロ初安打、7月29日の対横浜戦でプロ初本塁打を放ち、8月以降は2番打者としてレギュラーに定着。96試合に出場し、打率.255ながらリーグ2位の31犠打を記録した。
2006年は開幕スタメン遊撃手で出場したが、自身の打撃不振に加えて東出輝裕の復活や同い年の新人である梵英心の活躍によって、二軍暮らしが続いた。9月27日に故障した梵に代わって一軍に昇格したが結果を残せなかった。同年オフには監督のマーティ・ブラウンにより構想外となりトレードを志願したとされるが、成立しなかった。
2007年、打撃面で結果を残せずなかなか一軍に昇格できなかったが、昇格後は相手先発投手がサウスポーの際にスタメン出場の機会を得た。8月15日の対巨人戦では7回表に阿部慎之助に隠し球を成功させ、球団はこれを受けて8月24日から「野球の基本 ボールから目を離さない 山崎浩司」という文字がプリントされている隠し球Tシャツを販売した。同日の対巨人戦では代打で同点適時打を放ち、右膝前十字靱帯断裂で2年間戦列を離れていた尾形の代打サヨナラ本塁打、および球団創設以来3500勝のお膳立てをした。

### オリックス時代

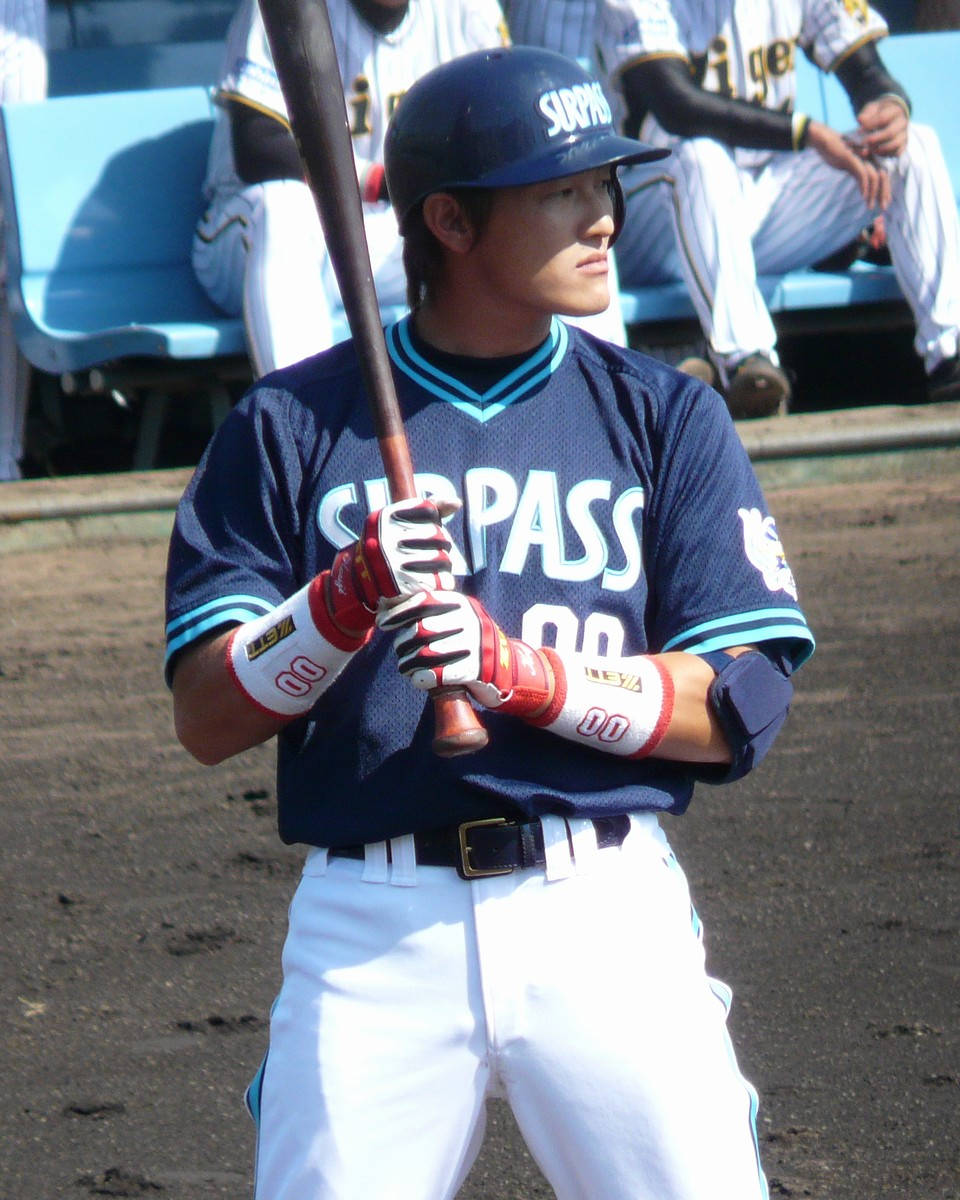
オリックス二軍のサーパス時代（2008年）

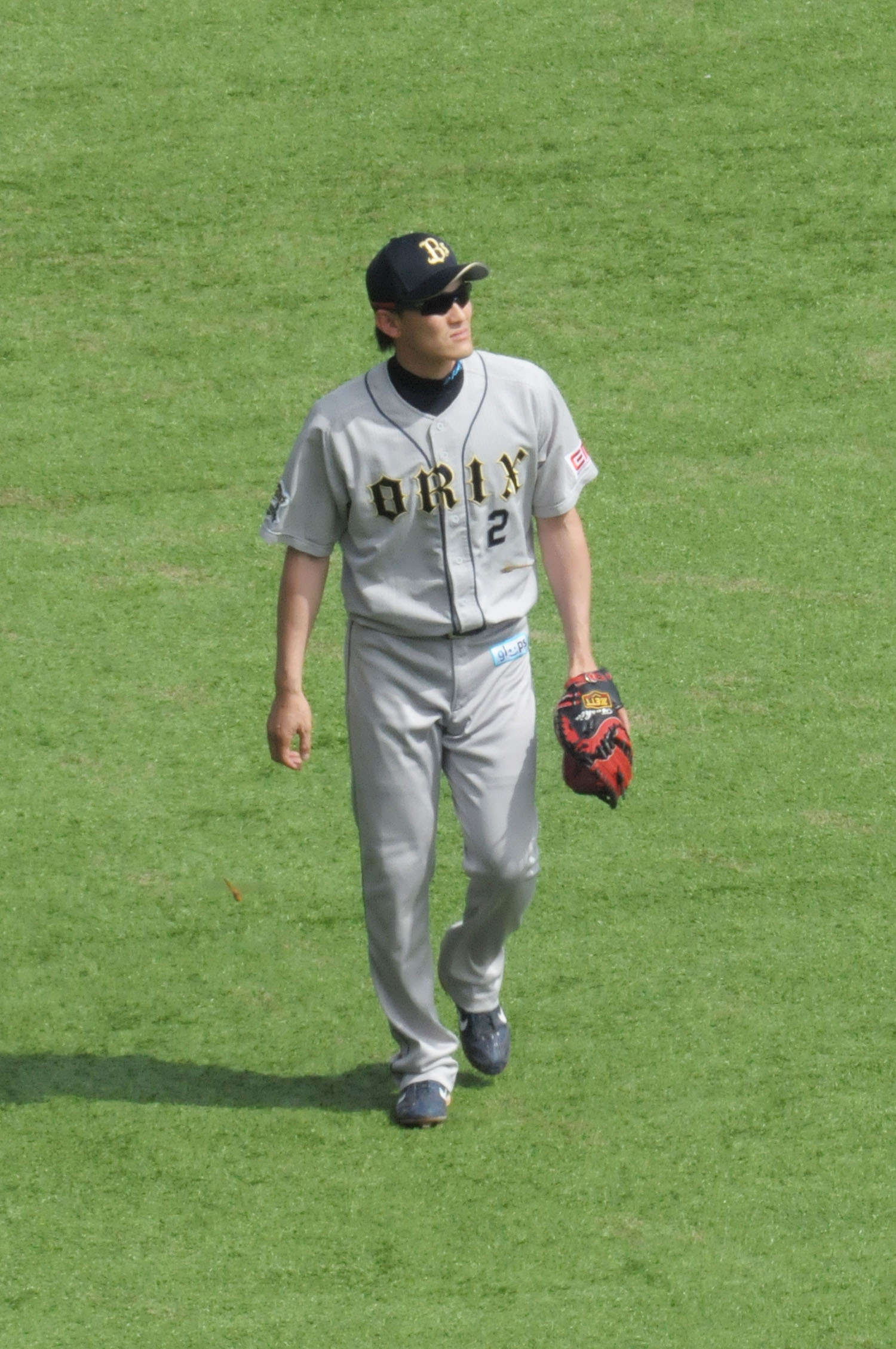
オリックス時代
（2012年7月8日、QVCマリンフィールド）

2008年7月18日に田中彰との交換トレードでオリックス・バファローズへ移籍。形式上は古巣に4年振りに復帰することになった。この年は2試合で1得点を挙げただけで、安打を記録できなかった。
2009年、後藤光尊の故障による長期離脱、阿部真宏・一輝の不振により、二塁手としてスタメン出場するようになる。5月22日の対阪神戦で自身初の1試合3打点をあげ、試合後に4年ぶりにお立ち台に上がった。6月30日の対ソフトバンク戦で高校で1年先輩の田上秀則に対し隠し球を成功させ、セ・パ両リーグでの隠し球成功という珍しい記録を作り、オリックスからも記念Tシャツが発売された。交流戦終盤から打撃の調子がやや落ちたことに加え、7月から一輝が復調したのもあって、一時は控えに回ったが、8月後半からは再び打撃好調となり定位置を再獲得し、9月1日に大引啓次が故障離脱してからは遊撃手として出場した。9月5日の対ロッテ戦では9回裏にブライアン・シコースキーから同点ソロ、9月20日の対日本ハム戦では8回裏に宮西尚生から決勝3ランなど3本塁打を放ち、自己最高の打率.297を記録した。自己最多の97試合に出場し、守備でも内野4ポジションを全て守った。
2010年は開幕一軍入りし、初打席となった開幕第2戦で田中将大から代打タイムリーを放つと、そこから4打数連続安打を記録する好調の滑り出しを見せた。大引の不振・故障離脱もあり、大引が戦線離脱していた間は遊撃手としてのスタメン出場機会も得たものの、自身もまた打率.186の打撃不振に陥ってしまった。
2011年も開幕一軍に選ばれ、5月22日の巨人戦では、勝ちがなくなる寸前の10回表に、レビ・ロメロから決勝点となるショート強襲の2点決勝適時打を放つと、翌23日の対戦でも9回表に越智大祐から決勝3ランを放ち、2日連続でヒーローインタビューを受けた。6月29日から球団の公式携帯サイトで「二軍に落ちたら終わりの山崎浩司一日三回今日の一言。」のコーナーが始まった。一軍と二軍の選手入れ替えの激しいチーム状況の中で唯一、控え内野手として一年間一軍に帯同し、内野陣のレギュラーが比較的固定された事もあって出場機会こそ前年より少ない48試合に留まったが、打率.247に対して、少ない打数ながらも得点圏打率は.350を記録し、随所で存在感を示した。
2012年も一軍キャンプのメンバー入りを果たし、2月1日にはキャンプインに合わせて、球団の公式携帯サイトで「体に異変が起きたら終わりの山崎浩司今日の一言」が始まった。T-岡田が故障で戦線離脱、赤田将吾が不振で二軍降格した事もあり、4月28日の対西武戦ではプロ入り初めて外野手として右翼守備に就いた。しかし、7月13日に2年ぶりに二軍降格となり、その後は一軍に昇格することなくこの年は35試合の出場で打率.189でシーズンを終えた。二軍では31試合の出場で打率.318、13打点と打撃面では好成績を残した一方、三塁手として3失策、遊撃手として6失策と守備で精彩を欠いた。

### 西武時代
2012年11月6日に、原拓也との交換トレードで、埼玉西武ライオンズへ移籍。
2013年、オリックス在籍時から通算で4年連続開幕一軍入りを果たすと日本ハムとの開幕戦（3月29日・西武ドーム)に代走として移籍後初出場。しかし、6月27日の対楽天戦で、アンドリュー・ジョーンズから併殺崩しのスライディングを受け左足首を負傷した。一軍公式戦では、出場試合数、打席数とも前年を上回ったが、7月5日の出場選手登録抹消後は一軍復帰を果たせなかった。
2014年、5年連続の開幕一軍入りを果たした。しかし、6月18日の対中日戦で左手甲を痛めたため、同月20日に登録を抹消。同月30日に手術を受けたが、一軍復帰に至らないまま、10月2日に球団から戦力外通告を受けた。

### 楽天時代
2014年11月11日に、東北楽天ゴールデンイーグルスとの契約に合意したことが球団から発表。その直後から秋季キャンプに合流した。背番号は68。
2015年、オリックス時代から6年連続の開幕一軍入りを果たすと、公式戦40試合に出場。しかし、打率.141、2打点にとどまった。9月28日に現役引退を発表。10月8日付で、NPBから任意引退選手として公示された。

### 現役引退後
2015年11月30日に大阪府東大阪市で開校した「ブリスフィールド東大阪　スポーツアカデミー」内のベースボールスクールで、内野手担当のコーチを務めていた。

## 選手としての特徴・人物
打撃では粘り強く、犠打や右打ちといった小技に定評がある。守備では内野の全ポジションを高いレベルで守れる器用さが魅力であった。
近鉄時代にコーチから「次のプレーを4、5個は頭で考えておくように」と指導され、1球ごとに打球や動きを想像しながら守っていた。
現役時代、アウトを取った後に「次のアウトはどうしよう？」と考える中で、選択肢として隠し球を思い付いたという。山﨑は隠し球が成立する条件として「相手チームが気付いていないこと」、「味方投手が察知すること」を挙げている。
オリックスで二度目の隠し球を成功させた際には、高校の1年先輩である田上に対し、「すみません」と言いながらタッチしたという。
非常に明るく社交的な性格の持ち主。西武移籍直後の春期キャンプでは、前年までムードメーカー役であったベテランの平尾博嗣や阿部真宏が引退したことで、チームの雰囲気が暗くなっており、このままではいけないと思った山﨑は同じ思いを持っていた片岡易之と共にチームメイトを集め、正直な思いを伝えた。すると、徐々にチームは活気を取り戻していったという。

## 詳細情報

### 年度別打撃成績
| 年 度      | 球 団      | 試 合 | 打 席 | 打 数 | 得 点 | 安 打 | 二 塁 打 | 三 塁 打 | 本 塁 打 | 塁 打 | 打 点 | 盗 塁 | 盗 塁 死 | 犠 打 | 犠 飛 | 四 球 | 敬 遠 | 死 球 | 三 振 | 併 殺 打 | 打 率 | 出 塁 率 | 長 打 率 | O P S |
| ---------- | ---------- | ----- | ----- | ----- | ----- | ----- | -------- | -------- | -------- | ----- | ----- | ----- | -------- | ----- | ----- | ----- | ----- | ----- | ----- | -------- | ----- | -------- | -------- | ----- |
| 2003       | 近鉄       | 1     | 5     | 5     | 1     | 0     | 0        | 0        | 0        | 0     | 0     | 0     | 0        | 0     | 0     | 0     | 0     | 0     | 1     | 0        | .000  | .000     | .000     | .000  |
| 2004       | 近鉄       | 2     | 0     | 0     | 1     | 0     | 0        | 0        | 0        | 0     | 0     | 0     | 0        | 0     | 0     | 0     | 0     | 0     | 0     | 0        | ----  | ----     | ----     | ----  |
| 2005       | 広島       | 96    | 247   | 208   | 23    | 53    | 4        | 0        | 1        | 60    | 9     | 1     | 0        | 31    | 1     | 4     | 0     | 3     | 40    | 3        | .255  | .278     | .288     | .566  |
| 2006       | 広島       | 27    | 86    | 81    | 5     | 9     | 1        | 0        | 0        | 10    | 1     | 0     | 1        | 2     | 0     | 3     | 0     | 0     | 19    | 1        | .111  | .143     | .123     | .266  |
| 2007       | 広島       | 17    | 36    | 32    | 2     | 8     | 0        | 0        | 0        | 8     | 2     | 0     | 0        | 2     | 1     | 1     | 1     | 0     | 7     | 0        | .250  | .265     | .250     | .515  |
| 2008       | 広島       | 8     | 14    | 13    | 0     | 2     | 0        | 0        | 0        | 2     | 0     | 0     | 0        | 1     | 0     | 0     | 0     | 0     | 3     | 1        | .154  | .154     | .154     | .308  |
| 2008       | オリックス | 2     | 2     | 1     | 1     | 0     | 0        | 0        | 0        | 0     | 0     | 0     | 0        | 1     | 0     | 0     | 0     | 0     | 1     | 0        | .000  | .000     | .000     | .000  |
| '08計      | オリックス | 10    | 16    | 14    | 1     | 2     | 0        | 0        | 0        | 2     | 0     | 0     | 0        | 1     | 0     | 0     | 0     | 0     | 4     | 1        | .143  | .143     | .143     | .286  |
| 2009       | オリックス | 97    | 276   | 246   | 29    | 73    | 13       | 0        | 3        | 95    | 26    | 2     | 4        | 11    | 1     | 16    | 0     | 2     | 44    | 4        | .297  | .343     | .386     | .730  |
| 2010       | オリックス | 78    | 197   | 177   | 10    | 33    | 7        | 0        | 2        | 46    | 20    | 1     | 1        | 8     | 0     | 9     | 0     | 3     | 35    | 3        | .186  | .238     | .260     | .498  |
| 2011       | オリックス | 48    | 85    | 77    | 6     | 19    | 1        | 0        | 1        | 23    | 10    | 3     | 1        | 1     | 1     | 5     | 0     | 1     | 10    | 3        | .247  | .298     | .299     | .596  |
| 2012       | オリックス | 35    | 44    | 37    | 6     | 7     | 1        | 1        | 0        | 10    | 1     | 1     | 1        | 3     | 0     | 4     | 0     | 0     | 7     | 0        | .189  | .268     | .270     | .539  |
| 2013       | 西武       | 45    | 64    | 58    | 4     | 9     | 3        | 0        | 0        | 12    | 5     | 0     | 0        | 4     | 0     | 2     | 0     | 0     | 8     | 2        | .155  | .183     | .207     | .390  |
| 2014       | 西武       | 22    | 35    | 33    | 4     | 8     | 0        | 0        | 1        | 11    | 3     | 0     | 0        | 2     | 0     | 0     | 0     | 0     | 5     | 2        | .242  | .242     | .333     | .576  |
| 2015       | 楽天       | 40    | 80    | 71    | 4     | 10    | 1        | 0        | 0        | 11    | 2     | 0     | 0        | 8     | 0     | 1     | 0     | 0     | 12    | 1        | .141  | .153     | .155     | .308  |
| 通算：13年 | 通算：13年 | 518   | 1171  | 1039  | 96    | 231   | 31       | 1        | 8        | 288   | 79    | 8     | 8        | 74    | 4     | 45    | 1     | 9     | 192   | 20       | .222  | .260     | .277     | .537  |

### 年度別守備成績
| 年 度 | 遊撃  | 遊撃  | 遊撃  | 遊撃  | 遊撃  | 遊撃     | 二塁  | 二塁  | 二塁  | 二塁  | 二塁  | 二塁     | 三塁  | 三塁  | 三塁  | 三塁  | 三塁  | 三塁     | 一塁  | 一塁  | 一塁  | 一塁  | 一塁  | 一塁     |
| 年 度 | 試 合 | 刺 殺 | 補 殺 | 失 策 | 併 殺 | 守 備 率 | 試 合 | 刺 殺 | 補 殺 | 失 策 | 併 殺 | 守 備 率 | 試 合 | 刺 殺 | 補 殺 | 失 策 | 併 殺 | 守 備 率 | 試 合 | 刺 殺 | 補 殺 | 失 策 | 併 殺 | 守 備 率 |
| ----- | ----- | ----- | ----- | ----- | ----- | -------- | ----- | ----- | ----- | ----- | ----- | -------- | ----- | ----- | ----- | ----- | ----- | -------- | ----- | ----- | ----- | ----- | ----- | -------- |
| 2003  | -     | -     | -     | -     | -     | -        | 1     | 3     | 3     | 0     | 2     | 1.000    | -     | -     | -     | -     | -     | -        | -     | -     | -     | -     | -     | -        |
| 2004  | -     | -     | -     | -     | -     | -        | -     | -     | -     | -     | -     | -        | 1     | 0     | 0     | 0     | 0     | .---     | -     | -     | -     | -     | -     | -        |
| 2005  | 88    | 98    | 211   | 5     | 47    | .984     | 7     | 2     | 6     | 0     | 1     | 1.000    | -     | -     | -     | -     | -     | -        | -     | -     | -     | -     | -     | -        |
| 2006  | 25    | 38    | 68    | 3     | 19    | .972     | 1     | 0     | 2     | 0     | 0     | 1.000    | -     | -     | -     | -     | -     | -        | -     | -     | -     | -     | -     | -        |
| 2007  | 3     | 4     | 5     | 0     | 1     | 1.000    | 14    | 18    | 30    | 0     | 9     | 1.000    | -     | -     | -     | -     | -     | -        | -     | -     | -     | -     | -     | -        |
| 2008  | 1     | 1     | 4     | 0     | 1     | 1.000    | 5     | 10    | 6     | 0     | 2     | 1.000    | -     | -     | -     | -     | -     | -        | -     | -     | -     | -     | -     | -        |
| 2008  | 1     | 1     | 0     | 0     | 0     | 1.000    | -     | -     | -     | -     | -     | -        | -     | -     | -     | -     | -     | -        | -     | -     | -     | -     | -     | -        |
| 2009  | 37    | 61    | 104   | 1     | 28    | .994     | 44    | 76    | 121   | 3     | 19    | .985     | 13    | 4     | 10    | 0     | 0     | 1.000    | 3     | 5     | 0     | 0     | 2     | 1.000    |
| 2010  | 70    | 68    | 155   | 4     | 29    | .982     | 3     | 8     | 2     | 0     | 1     | 1.000    | 2     | 0     | 0     | 0     | 0     | .000     | -     | -     | -     | -     | -     | -        |
| 2011  | 19    | 19    | 51    | 1     | 5     | .986     | 10    | 14    | 11    | 0     | 4     | 1.000    | 10    | 0     | 4     | 0     | 0     | 1.000    | 2     | 10    | 1     | 0     | 0     | 1.000    |
| 2012  | 8     | 8     | 13    | 1     | 3     | .955     | 2     | 3     | 5     | 0     | 0     | 1.000    | 7     | 1     | 5     | 1     | 0     | .857     | 19    | 24    | 4     | 2     | 0     | .933     |
| 2013  | 16    | 12    | 20    | 1     | 4     | .970     | 13    | 22    | 23    | 0     | 2     | 1.000    | 12    | 3     | 2     | 0     | 0     | 1.000    | 3     | 9     | 0     | 0     | 2     | 1.000    |
| 2014  | 6     | 4     | 5     | 1     | 0     | .900     | 1     | 1     | 0     | 0     | 0     | 1.000    | 7     | 1     | 5     | 2     | 1     | .750     | 12    | 12    | 3     | 1     | 2     | .938     |
| 2015  | 19    | 16    | 20    | 1     | 6     | .973     | 11    | 16    | 10    | 1     | 2     | .963     | 10    | 3     | 6     | 2     | 0     | .818     | 1     | 8     | 1     | 0     | 1     | 1.000    |
| 通算  | 293   | 330   | 656   | 18    | 143   | .964     | 112   | 170   | 216   | 4     | 40    | .990     | 62    | 12    | 32    | 5     | 1     | .898     | 40    | 68    | 9     | 3     | 5     | .959     |

### 記録
- 初出場：2003年10月7日、対オリックス・ブルーウェーブ28回戦（グリーンスタジアム神戸）、2回表に五十嵐章人の代走として出場
- 初打席：同上、3回表にマック鈴木から遊飛
- 初先発出場：2005年5月20日、対東北楽天ゴールデンイーグルス1回戦（広島市民球場）、2番・遊撃手として先発出場、1打数無安打
- 初打点：2005年5月27日、対西武ライオンズ4回戦（インボイスSEIBUドーム）、9回表に小野寺力から右犠飛
- 初安打：2005年5月28日、対西武ライオンズ5回戦（インボイスSEIBUドーム）、2回表に河原純一から中前安打
- 初本塁打：2005年7月29日、対横浜ベイスターズ11回戦（広島市民球場）、4回裏に土肥義弘から左越ソロ
- 初盗塁：2005年10月1日、対中日ドラゴンズ21回戦（ナゴヤドーム）、5回表に二盗（投手：石井裕也、捕手：谷繁元信）

### 背番号
- 43 （1999年 - 2005年）
- 00 （2005年 - 2009年）
- 2 （2010年 - 2012年）
- 5 （2013年 - 2014年）
- 68 （2015年）